# Francisca Rosner
Francisca Rosner (1967) is een Nederlandse beeldend kunstenaar. Ze verwierf bekendheid met haar levensgrote textiele werken.

## Biografie
Rosner studeerde van 1990 tot 1994 aan de Academie voor Fotografie in Amsterdam. Daarna behaalde ze haar Bachelor of Arts aan de Gerrit Rietveld Academie in de richting autonoom. In 1996 deed ze mee aan een uitwisselingsprogramma en volgde lessen aan Cooper Union, School of Arts, New York en het Pratt Institute, School of Design, New York. Tijdens haar studie aan de Rietveld Academie verschoof haar aandacht van fotografie naar schilderen, sculpturen en textiel.

## Werk
In haar werk is ze constant bezig de grenzen van verschillende media op te zoeken en een gelaagdheid te creëren. Grove materialen zoals metaal worden vaak afgewisseld door fijne materialen zoals zacht, fijndradig textiel. Dit zorgt voor een nieuwe diepte- en perspectiefwerking in de abstracte kunstwerken. Ook kleur speelt hierin een belangrijke rol.
"Ik geloof in de kruisbestuiving tussen disciplines en in samenwerkingen met mensen uit verschillende achtergrond of disciplines."

## Tentoonstellingen (selectie)
- 2007 – Me, myself and I, Arti et Amicitiae, Amsterdam / Hamburg
- 2009 – Project 'Het Digitale Bos', in samenwerking met het Stedelijk Museum, Amsterdam
- 2010 – Radio Rood, Museum Boijmans van Beuningen, Rotterdam
- 2013 – Galerie Ann's Art, Groningen

## Publicaties
Rosner is onder andere gepubliceerd in:
- 2000 – The Cultural Body, Museum voor Volkenkunde, Nijmegen
- 2000 – Future Society, Beurs van Berlage, Amsterdam
- 2007 – Jubileum uitgave, Galerie Chiellerie, Amsterdam
- 2008 – Rooilijn, Tijdschrift voor Wetenschap en Beleid in de Ruimtelijke Ordening, UvA, Amsterdam